# FC Bayern Hof

Älteres Vereinswappen

Der FC Bayern Hof (offiziell: Fußball-Club Bayern Hof 1910 e. V.) war ein Sportverein aus Hof. Die erste Fußballmannschaft spielte vier Jahre in der damals erstklassigen Oberliga Süd und vier Jahre in der 2. Bundesliga. Neben den Fußballern hatte der Verein noch eine Box- und Sängerabteilung. Am 1. Juli 2005 fusionierte der FC Bayern Hof mit der SpVgg Hof zur SpVgg Bayern Hof.

## Geschichte

### Von der Gründung bis zum Zweiten Weltkrieg
Der Verein wurde am 1. Juni 1910 als Ballspielclub Hof gegründet und ein Jahr später in FC Britannia Hof umbenannt. Das erste Spiel der Vereinsgeschichte gegen Normannia Plauen wurde mit 1:15 verloren. 1913 schlossen sich die Vereine FC Roland Hof und FC Phönix Hof der Britannia an, die am 22. August 1924 den Namen FC Bayern Hof annahm. Drei Jahre später gelang der Aufstieg in die seinerzeit erstklassige Bezirksliga Nordbayern. Der Klassenerhalt wurde durch einen 3:0-Entscheidungsspielsieg gegen den FSV Nürnberg geschafft. Während der Saison 1929/30 sorgte der FC Bayern durch zwei Siege über den 1. FC Nürnberg für Furore. Ein Jahr später stand die Mannschaft kurz vor der Qualifikation zur süddeutschen Meisterschaft. Das Entscheidungsspiel gegen den punktgleichen VfR Fürth endete nach Verlängerung torlos. Das Wiederholungsspiel gewannen die Fürther mit 2:1. 1932 stiegen die Hofer ab.
Ein Jahr später wurden die Gauligen als höchste Spielklasse eingeführt. Der FC Bayern qualifizierte sich 1934 für die Aufstiegsrunde, scheiterte dort aber an der SpVgg Weiden und den BC Augsburg. In den Jahren 1936 und 1941 verpasste die Mannschaft nach Entscheidungsspielniederlagen gegen den VfB Coburg die erneute Qualifikation zur Aufstiegsrunde. Erst als die Gauligen kriegsbedingt immer weiter aufgespalten wurden, erreichte der FC Bayern Hof 1944 die Gauliga. Dort wurden jedoch keine Spiele mehr ausgetragen.

### 1945 bis 1963: Nachkriegszeit
1946 stieg der FC Bayern in die Landesliga Nordbayern auf und wurde prompt Meister. In den Endspielen um die Bayernmeisterschaft musste sich die Mannschaft dem FC Wacker München geschlagen geben. 1950 qualifizierte sich die Mannschaft als Vizemeister der nunmehr gesamtbayerischen Landesliga für die Aufstiegsrunde zur Oberliga Süd, wo man am VfL Neckarau scheiterte. Dennoch wurde der Verein in die II. Division Süd aufgenommen, wo die Mannschaft Mitte der 1950er Jahre in die Spitzengruppe vordrang. 1959 gelang schließlich der Aufstieg in die Oberliga Süd.
Gleich in der Aufstiegssaison 1959/60 erreichten die Hofer mit 11.567 den höchsten Zuschauerschnitt der Vereinsgeschichte. Die Münchener Abendzeitung bezeichnete Hof als die „fußballfreudigste Stadt der Bundesrepublik“. Der amtierende deutsche Meister Eintracht Frankfurt wurde zu Hause mit 1:0 geschlagen, während die Eintracht das Rückspiel mit 11:0 gewann. In den folgenden Jahren etablierte sich der FC Bayern in der Oberliga und erreichte in der Saison 1961/62 mit Rang sechs den sportlichen Zenit. Höhepunkt der Saison war ein 5:0-Sieg beim heutigen Rekordmeister FC Bayern München. 1963 verpasste der Verein die neu geschaffene Bundesliga und wurde in die Regionalliga Süd eingereiht.

### 1963 bis 1974: Regionalligajahre
Nach drei Jahren im Mittelfeld der Regionalliga wurden die Hofer in der Fußball-Regionalliga 1966/67 durch den schlechteren Torquotienten gegenüber Kickers Offenbach Vizemeister. Großen Anteil an diesem Erfolg hatte Torjäger Wolfgang Breuer, der mit 28 Treffern Torschützenkönig wurde. Ein weiterer Star der Regionalligaära war der Mittelfeldspieler Ludwig Schuster, der von 1971 bis 1975 beim Verein war und später von den Münchner Bayern verpflichtet wurde. In der Aufstiegsrunde zur Bundesliga wurden die Hofer Vierter. Ein Jahr später wurde der FC Bayern Regionalligameister, scheiterte aber als Gruppenletzter erneut in der Aufstiegsrunde. Beim Heimspiel gegen Rot-Weiss Essen wurde mit 19.100 ein bis heute gültiger Zuschauerrekord aufgestellt. In den folgenden zwei Spielzeiten verpassten die Hofer die Aufstiegsrunde.
1969 besuchte der FC Bayern Hof als erste deutsche Sportmannschaft Israel und trug zwei Freundschaftsspiele aus. Das erste Spiel in Nahariya gegen eine Regionalauswahl Nord-Israels gewann Bayern Hof 2:0. Beim zweiten Spiel gegen den damaligen Rekordmeister Hapoel Petach Tikwa, der zusätzlich noch mit weiteren Nationalspielern verstärkt wurde, verloren die Hofer 0:3.
1972 wurden die Hofer erneut Vizemeister, scheiterten aber wie bei den beiden vorherigen Teilnahmen in der Aufstiegsrunde. In der Saison 1972/73 nahm die Mannschaft am Ligapokal teil, wo man in der Vorrunde zweimal gegen den FC Bayern München gewinnen konnte. Im Viertelfinale kam das Aus gegen den FC Schalke 04. 1974 wurde der Verein in die neu geschaffene 2. Bundesliga aufgenommen.

### 1974 bis 1994: Zweite Liga und Fahrstuhljahre
In der Saison 1974/75 verpassten die Hofer die Vizemeisterschaft um zwei Punkte. Höhepunkt der Saison war das 0:0 beim TSV 1860 München im Münchener Olympiastadion vor 70.000 Zuschauern. Ein Jahr später erreichte die Mannschaft ihre erfolgreichste Spielzeit im DFB-Pokal, wo die Hofer über die Stationen VfR Oli Bürstadt, 1. FC Mülheim und SG Wattenscheid 09 das Achtelfinale erreichten. Dort sorgte der Hamburger SV mit einem 2:0-Sieg in Hof für das Aus. 1978 stiegen die Hofer trotz eines 4:0-Sieges am letzten Spieltag gegen den 1. FC Nürnberg aus der 2. Bundesliga ab, da Konkurrent KSV Baunatal gleichzeitig Kickers Offenbach schlug.
Zwei Jahre später stieg Bayern Hof in die Landesliga ab. Dem Wiederaufstieg im Jahre 1983 folgte der erneute Abstieg ein Jahr später. Erst 1988 gelang der Wiederaufstieg in die Bayernliga, dem zwei Jahre später der erneute Abstieg in die Landesliga folgte. Nach zwei dritten Plätzen wurden die Hofer 1993 Vizemeister der Landesliga Nord, scheiterten aber in der Bayernligarelegation mit 2:4 am TSV Eching. Ein Jahr später kehrt der FC Bayern als Landesligameister in die Bayernliga zurück.

### 1994 bis 2005: Die letzten Jahre
Im Gegensatz zu den früheren Jahren konnten sich die Hofer in der nunmehr viertklassigen Bayernliga etablieren und erreichte in der Saison 1995/96 den vierten Platz. Drei Jahre später konnte die Klasse nur nach einem Kraftakt gehalten werden. Zunächst verlor der FC Bayern das Entscheidungsspiel um die Teilnahme zur Bayernligarelegation gegen den TSV Schwaben Augsburg im neutralen Schwabach mit 0:3. Dadurch mussten die Hofer an der Relegation teilnehmen, wo der Klassenerhalt nach einem 2:0 gegen die DJK Waldberg im neutralen Lichtenfels gesichert wurde. In der folgenden Spielzeit (1999/2000) und 2001/02 wurde der FC Bayern jeweils Vierter.
Als Vorletzter der Saison 2003/04 stiegen die Hofer erneut in die Landesliga ab, wo sie Vizemeister hinter dem Würzburger FV wurden. In der Bayernligarelegation scheiterte der FC Bayern im neutralen Stegaurach mit 1:2 an der SpVgg Ansbach 09. Am 1. Juli 2005 fusionierte der FC Bayern Hof mit dem Lokalrivalen SpVgg Hof zur SpVgg Bayern Hof.

## Erfolge
- Meister der Landesliga 1947
- Aufstieg in die Oberliga Süd 1959
- Meister der Regionalliga Süd 1968
- Teilnahme an der Aufstiegsrunde zur Bundesliga 1967, 1968, 1972
- Meister der Landesliga Bayern-Nord 1983, 1988, 1994

## Bekannte Spieler
| - Helmut Achatz - Wolfgang Breuer - Sören Dreßler - Heinz Elzner - Gottlieb Göller | - Jörg Illing - Kay-Uwe Jendrossek - Klaus Klein - Hans Krostina - Gino Lettieri | - Reinhard Lippert - Wolfgang Mahr - Werner Mangold - Christian Möckel - Ludwig Schuster | - Norbert Schlegel - Manfred Seifert - Werner Seubert - Rainer Skrotzki - Horst-Dieter Strich | - István Sztani - Martin Wildgruber - Daniel Felgenhauer |